# BTZ-5276-01
BTZ-5276-01 – typ wysokopodłogowego trolejbusu miejskiego, wytwarzanego seryjnie w latach 1999–2003 w zakładach BTZ w Ufie, stolicy rosyjskiego Baszkortostanu.

## Konstrukcja
BTZ-5276-01 to dwuosiowy wysokopodłogowy trolejbus oparty konstrukcyjnie na trolejbusach ZiU-9. Po prawej stronie nadwozia znajduje się troje drzwi składanych, przy czym przednie drzwi są jednopłatowe, a środkowe i tylne dwupłatowe. W porównaniu z ZiU-9 zmieniono typ drzwi, przeniesiono wyposażenie elektryczne na dach, zmodernizowano wnętrze i zastosowano inny typ zderzaków.

## Dostawy
| Państwo        | Miasto           | Lata dostaw    | Liczba | Numery taborowe       |        |
| -------------- | ---------------- | -------------- | ------ | --------------------- | ------ |
| Rosja          | Almietjewsk      | 2000–2002      | 7      |                       | [ 2 ]  |
| Rosja          | Armawir          | 2000           | 1      | 98                    | [ 3 ]  |
| Rosja          | Barnauł          | 2000–2001      | 2      | 4019, 4022            | [ 4 ]  |
| Rosja          | Bieriezniki      | 2001–2002      | 2      | 140, 141              | [ 5 ]  |
| Rosja          | Chabarowsk       | 2001–2002      | 8      | 210-212, 215-218, 299 | [ 6 ]  |
| Rosja          | Czelabińsk       | 2001           | 2      | 2444, 3780            | [ 7 ]  |
| Rosja          | Jekaterynburg    | 2001–2002      | 8      |                       | [ 8 ]  |
| Rosja          | Kamieńsk Uralski | 2001           | 1      | 69                    | [ 9 ]  |
| Rosja          | Kazań            | 2001           | 1      | 1139                  | [ 10 ] |
| Rosja          | Moskwa           | 2001           | 20     |                       | [ 11 ] |
| Rosja          | Nowoczeboksarsk  | 2001–2003      | 2      | 1105, 1113            | [ 12 ] |
| Rosja          | Rubcowsk         | 2001           | 1      | 93                    | [ 13 ] |
| Rosja          | Sterlitamak      | 2000–2001      | 17     |                       | [ 14 ] |
| Rosja          | Taganrog         | 2000–2003      | 11     |                       | [ 15 ] |
| Rosja          | Togliatti        | 2001           | 1      | 1358                  | [ 16 ] |
| Rosja          | Ufa              |                |        |                       |        |
| Łączna liczba: | Łączna liczba:   | Łączna liczba: | 84     |                       |        |

Uwaga: Wykaz miast, do których dostarczono trolejbusy BTZ-5276-01, nie jest kompletny. Nie uwzględnia także miast, które otrzymały używane trolejbusy.

## Galeria

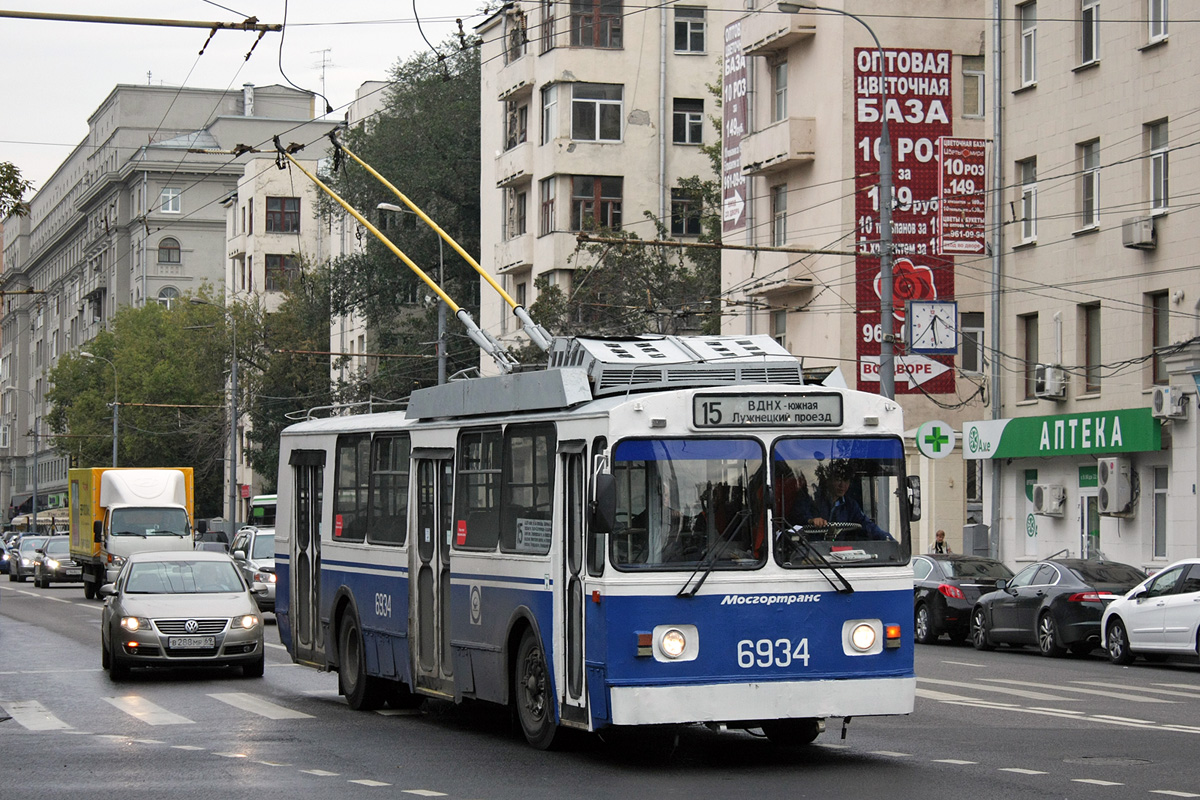
Trolejbus BTZ-5276-01 w Moskwie
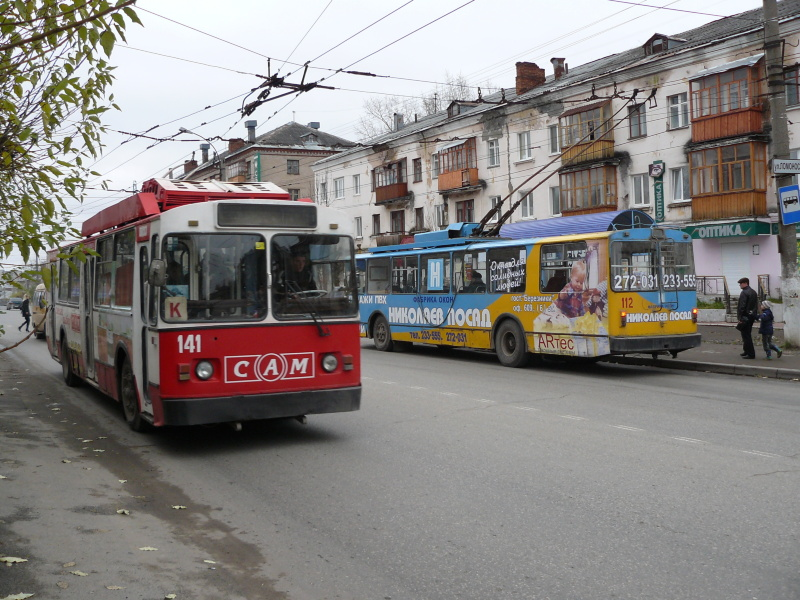
Trolejbus BTZ-5276-01 w Bierieznikach
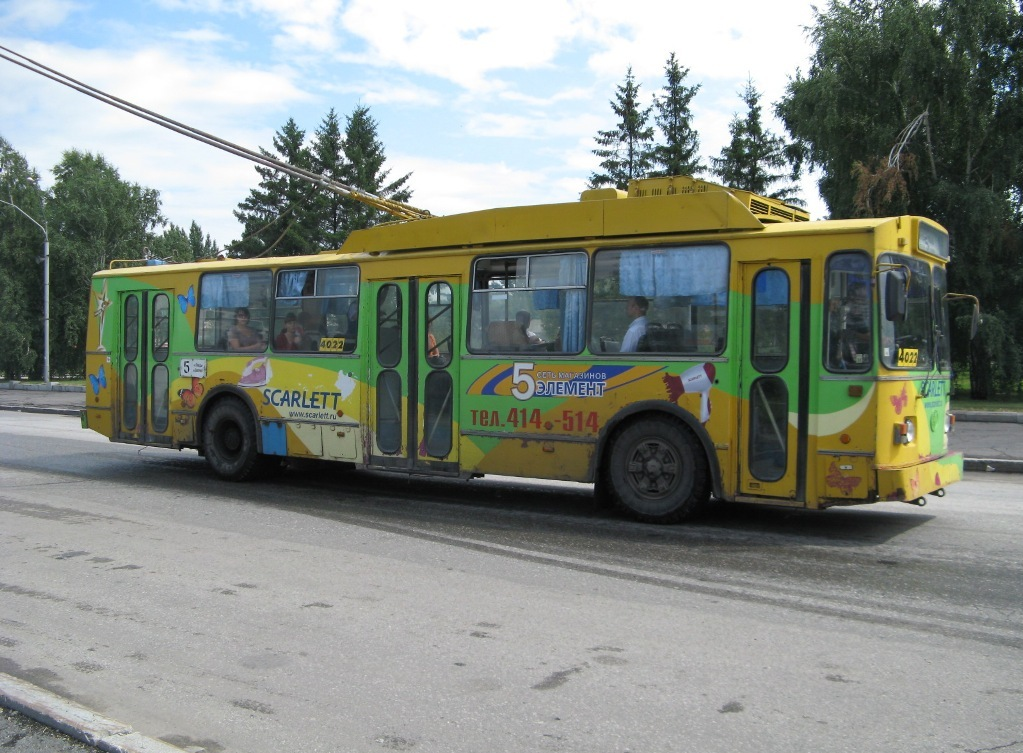
Trolejbus BTZ-5276-01 w Barnaule
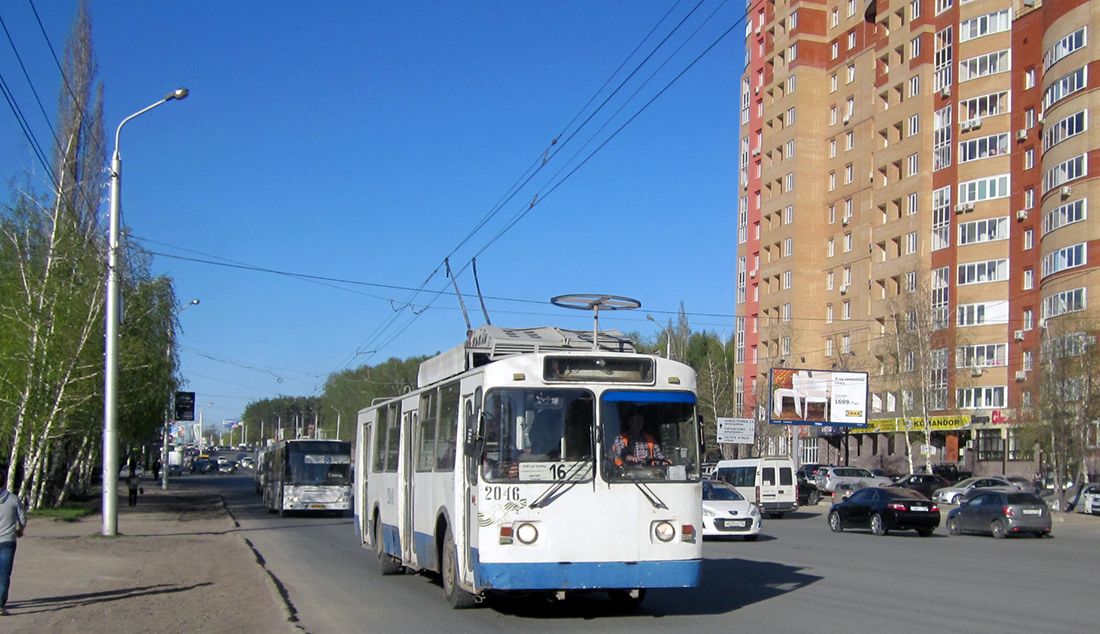
Trolejbus BTZ-5276-01 w Ufie